# Алёшин, Евгений Юрьевич
Евге́ний Ю́рьевич Алёшин (род. 4 мая 1979, Горький) — российский пловец, чемпион Европы 2002 года, участник летних Олимпийских игр 2004 года. Заслуженный мастер спорта.

## Биография
2002 год стал самым успешным в карьере Алёшина. На чемпионате Европы по водным видам спорта в Берлине Евгений в составе эстафетного квартета стал чемпионом Европы на дистанции 4×100 метров комбинированным стилем. В том же году Алёшин завоевал бронзу чемпионата мира по плаванию на короткой воде. На чемпионатах Европы в 25-метровом бассейне Алёшин за свою карьеру стал обладателем двух бронзовых медалей. В 2004 году на первенстве в Вене он стал третьим на 200-метровке в плавании на спине. А в 2009 году на той же дистанции завоевал бронзу на чемпионате Европы в Стамбуле.
В 2004 году Евгений Алёшин дебютировал на летних Олимпийских играх в Афинах. Российский пловец выступил на двух плавательных дистанциях и оба раза был очень близок к попаданию в полуфинал, но вспегда не хватало самой малости. На дистанции 100 метров на спине Алёшин показал 19-е время, а на 200-метровке на спине стал 17-м, отстав от заветного 16-го места всего на 0,06 с.
В 2008 году Алёшин был близок к попаданию на летние Олимпийские игры, но на национальном отборе не смог показать необходимый результат и был вынужден пропустить игры в Пекине.
В 2010 году Алёшин был назначен директором нового физкультурно-оздоровительного комплекса «Звёздный» в Арзамасе.

## Дисквалификация
В ноябре 2010 Евгений Алёшин, который к этому времени уже объявил о завершении спортивной карьеры, получил двухлетнюю дисквалификацию за систематические уклонения от сдачи допинг-проб.
С 2010 года в Нижнем Новгороде проходит «кубок Евгения Алешина» по плаванию.